# El Calvario, Amatán
El Calvario är en ort i Mexiko.   Den ligger i kommunen Amatán och delstaten Chiapas, i den sydöstra delen av landet, 700 km öster om huvudstaden Mexico City. El Calvario ligger 800 meter över havet och antalet invånare är 851.
Terrängen runt El Calvario är bergig åt sydväst, men åt nordost är den kuperad. Runt El Calvario är det ganska tätbefolkat, med 80 invånare per kvadratkilometer. Närmaste större samhälle är Amatán, 7,4 km nordost om El Calvario. I omgivningarna runt El Calvario växer i huvudsak städsegrön lövskog.